# 南苇羚
南葦羚（學名Redunca arundinum）是生活於安哥拉、津巴布韋、尚比亞、莫桑比克及南非北部的羚羊。
南葦羚平均肩高85厘米，及體重約70公斤。牠們有著灰褐色的毛皮，白色的腹部及黑色的前腳。雄性有約35厘米長的角，角向後長及再向前彎。
南葦羚生活在山谷及高地地區，牠們在那裡吃草及蘆葦。老年雄性南葦羚都有自己的領域，與單一的雌性共住，並且經常陪伴她以避免其他競爭的雄性。雌性及年輕的雄性南葦羚多是獨身，除了在旱季牠們（約20頭）因需要而聚集成群時。牠們是白天活躍的動物，但在日間炎熱時間會顯得怠惰。